# 致命旅途
《致命旅途》（英語：The Tourist），是一部英澳德合拍的驚悚電視劇，由哈利和傑克·威廉姆斯主創和編劇，傑米·道南主演，故事講述由道南飾演的男子在異鄉失憶，試圖尋找自己身份的經歷。
該劇於2022年1月1日在英國廣播公司第一台首播，並於翌日在Stan播映，整體評價偏向正面。同年3月，該劇獲續訂第二季。

## 劇情背景
故事講述一位愛爾蘭籍男子在澳大利亞的醫院醒來，發現自己在車禍中失去記憶，他遂憑著僅有的線索踏上尋找身份的旅途。

## 演員

### 主演
- 傑米·道南 飾演 男子／艾略特·斯坦利（The Man / Elliot Stanley）：失去記憶的愛爾蘭男子，實際身份為黑幫首領科斯塔的得力手下[3]。
- 丹妮爾·麥當勞（英语：Danielle Macdonald） 飾演 海倫·錢伯斯（Helen Chambers）：菜鳥刑警，負責處理男子的交通意外案[3]。
- 沙洛姆·布律納·富蘭克林（英语：Shalom Brune-Franklin） 飾演 露西·米勒／維多利亞／艾瑪·哈利韋爾（Luci Miller / Victoria / Emma Halliwell）：自稱與男子處於曖昧關係的神秘女子[3]。
- 歐拉法·達利·歐拉夫森 飾演 比利·尼克松（Billy Nixon）：貨車司機，同時亦是奉命追殺男子的殺手[3]。
- 艾歷斯·狄米崔迪斯 飾演 科斯塔·帕尼吉里斯（Kosta Panigiris）：希臘黑幫首領和大毒梟，勢力遍佈全球[3]。
- 吉納維維·萊蒙（英语：Genevieve Lemon） 飾演 蘇（Sue）：拉爾夫的妻子，二人一同於火燒嶺經營民宿[4]。
- 丹尼·愛德考克（英语：Danny Adcock） 飾演 拉爾夫（Ralph）：蘇的丈夫，二人一同於火燒嶺經營民宿[4]。
- 達蒙·海瑞曼 飾演 拉克蘭·羅傑斯（Lachlan Rogers）：重案組刑偵探，奉命調查男子的真實身份[3]。

### 常設與客串
- 亞歷克斯·安德烈亞斯（英语：Alex Andreas (Australian actor)） 飾演 迪里特·帕尼吉里斯（Dimitri Panigiris）：科斯塔的哥哥，年少時被認為死於一次槍擊案，但實際上仍然在生並於印度經營著犯罪集團[4]。
  - 安德烈亞斯同時飾演「迪里特」（"Dimitri"）：科斯塔服用藥物後幻想出來的朋友[4]。
- 瑪莉亞·梅賽德斯（英语：Maria Mercedes (actress)） 飾演 飾演 弗雷迪·拉納根（Freddie Lanagan）：警局高層[5]。
- 維多莉亞·哈瑞碧朵（英语：Victoria Haralabidou） 飾演 莉娜·帕斯卡（Lena Pascal）：為科斯塔工作的毒騾（英语：Mule (smuggling)），多年前被男子殺害[4]。
- 格雷格·拉森（Greg Larsen） 飾演 伊森·克魯姆（Ethan Krum）：海倫的未婚夫[3]。
- 戴蒙·史特勞索（Damien Strouthos） 飾演 馬可（Marco）：科斯塔的手下，艾略特任職保鑣時的好友[4]。
- 卡米爾·艾利斯（英语：Kamil Ellis） 飾演 羅德尼·拉蒙（Rodney Lammon）：刑警，在羅傑斯插手調查後與他一同行動[3]。
- 臍帶兄弟（英语：The Umbilical Brothers） 飾演 阿洛和傑西·多布森（Arlo and Jesse Dobson）：直升機機師，受僱於男子和露西[4]。

此外，達爾梅德·默塔、康納·麥克納爾、歐文·弗勒、法蘭西斯·馬吉、馬克·麥肯納和內薩·馬修（Nessa Matthews）將會於第二季出演。

## 集數
| 集數 | 標題 | 譯名   | 導演              | 編劇                | 上線日期      |
| --- | ---- | ------ | ----------------- | ------------------- | ------------- |
| 1 |      | 第一集 | 克里斯·斯威尼（Chris Sweeney） | 哈利和傑克·威廉姆斯 | 2022年1月1日  |
| 一位愛爾蘭籍男子駕車橫越澳大利亞的沙漠，卻突然被一輛大貨車追截，過程中男子的汽車失控並飛出馬路。男子隨後在醫院醒來，卻失去了記憶。菜鳥刑警海倫為男子錄口供，並將從男子口袋發現的紙條交給他，紙條上寫著一個約定的地點和時間。男子如期到火燒嶺的一所餐廳赴會，遇上一個自稱露西的女子，但二人在離開後餐廳卻隨即爆炸。同時，大貨車司機比利去到醫院查探關於男子的消息。男子隨後到車禍現場附近調查，從商店的閉路電視看到自己曾去過加油站的廁所，並從廁所找到自己藏起的手機。就在此時，手機突然響起，對方用希臘語向男子求救。                                     |      |        |                   |                     |               |
| 2 |      | 第二集 | 克里斯·斯威尼     | 哈利和傑克·威廉姆斯 | 2022年1月2日  |
| 重案組刑偵探拉克蘭被委派到當地警局調查爆炸案，他將調查目標鎖定在不久前發生車禍的男子身上。由於附近有沙塵暴，男子和露西只好租了輛直昇機飛到求救者（後揭示為馬可）自稱身處的礦場，卻發現他已經死亡。同時，比利找到海倫的家，並從與她未婚夫的對話中得知男子會前往火燒嶺。男子在直昇機上發現露西在直昇機借據上的字跡與先前的紙條一樣，隨即與她對質。露西承認自己確實認識男子，並指自己知道男子殺了人。 |      |        |                   |                     |               |
| 3 |      | 第三集 | 克里斯·斯威尼     | 哈利和傑克·威廉姆斯 | 2022年1月9日  |
| 露西告訴男子二人於半年前在峇里島相識並處於曖昧關係，男子相信了她。翌日，海倫來到二人身處的民宿找男子進行調查，期間比利也來到民宿並朝他們槍擊，過程中亦將民宿老闆殺害。男子最終向比利發起反擊，並令他掉入屋外的水井裡。三人隨即逃離現場。露西隨後將更多以前的事告訴男子，並與他發生性行為。同時，拉克蘭透過直昇機機師查到男子的行蹤，並在礦場發現了馬可的屍體，誤以為他是被男子殺害。最後，比利爬出井外，並收到僱主的電話，揭示對方為希臘毒梟科斯塔。 |      |        |                   |                     |               |
| 4 |      | 第四集 | 丹尼爾·內特漢（Daniel Nettheim） | 哈利和傑克·威廉姆斯 | 2022年1月16日 |
| 露西稱要回到民宿拿東西，於是男子先行前往與海倫會合。然而，海倫隨即收到拉克蘭透過警用無線電發送對男子的通緝令，並一度持槍要脅男子自首，但經男子解釋後相信了他。同時，露西在民宿再度遇上比利，經過一番打鬥後成功將他殺死。她撿起比利的手機，尚未掛線的科斯塔認出了露西的聲音。她隨後收拾東西離開，並意外將裝著一叠假護照的公文袋遺落。男子和海倫回到民宿並看到這些假護照，明白露西對他們說了謊，並推斷出她要前往機場。拉克蘭和拍檔拉蒙之後也來到民宿，並透過海倫留下的紙條得知男子正在前往機場，但他隨即讓拉蒙回家，不用再插手調查。                         |      |        |                   |                     |               |
| 5 |      | 第五集 | 丹尼爾·內特漢     | 哈利和傑克·威廉姆斯 | 2022年1月23日 |
| 拉克蘭的妻子原來被科斯塔綁架，科斯塔要求他將男子活捉。拉克蘭找上男子和海倫，讓二人投降。但拉蒙隨即出現，並熱心地打算幫拉克蘭拘捕二人，令拉克蘭只好將他射殺。男子讓海倫離開報警，自己則留下斷後，最終被拉克蘭挾持。拉克蘭將男子交給科斯塔，科斯塔質問男子把自己的東西藏在哪裡。男子一頭霧水，只表示自己的手機裡有很多石人陣的照片。於是科斯塔帶著他和拉克蘭帶到當地，過程中男子誤服了科斯塔的精神藥物，想起了一些過往的片段，包括自己曾經是科斯塔的得力手下，以及露西其實是科斯塔的未婚妻，後來與她相愛和私奔，並帶走了對科斯塔別具紀念價值的一袋金條。     |      |        |                   |                     |               |
| 6 |      | 第六集 | 丹尼爾·內特漢     | 哈利和傑克·威廉姆斯 | 2022年1月30日 |
| 露西也來到石人陣，並告訴科斯塔自己其實是他仍然在生的哥哥派來接近他的。然而，科斯塔透過服用藥物幻想出來的哥哥卻讓他不要相信，並殺光所有人。眾人隨即扭打在一起，最終將科斯塔殺死，但露西也受了重傷。男子打算將露西載到醫院，但露西用最後一口氣告知男子先前的餐廳其實是她埋下的，並感恩能遇上男子後死亡。拉克蘭向警方訛稱海倫是男子的共犯，並帶人前往圍捕二人，但海倫在關鍵時刻找到拍下拉克蘭挾持男子的閉路電視畫面，證明自身清白，並令拉克蘭被捕。最後，先前服用了藥物的男子看到幻覺，一名女子控訴他令自己和家人死於非命，令男子開始害怕知道自己以前的身份。 |      |        |                   |                     |               |

## 製作

### 開發

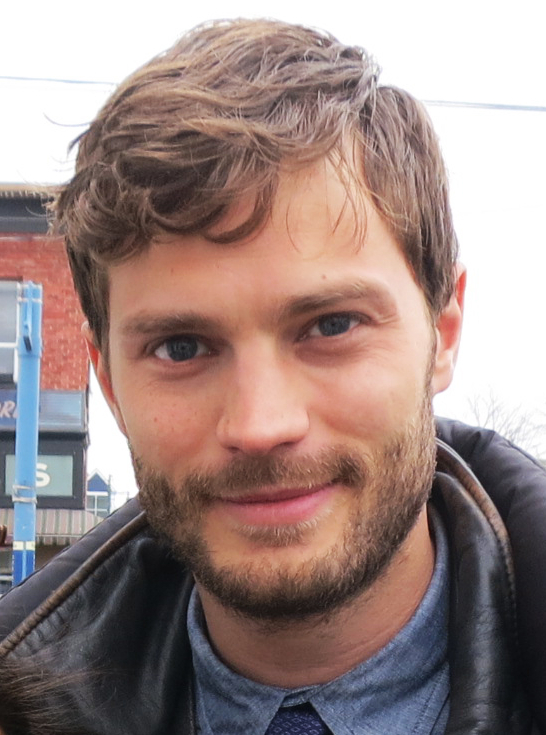
飾演男主角艾略特·斯坦利的傑米·道南

2020年2月，英國廣播公司第一台和Stan宣佈製作一部懸疑驚慄劇集，由Two Brothers Pictures、Highview Productions、All3Media和南澳影業公司開發，哈利和傑克·威廉姆斯主創和編劇，克里斯·斯威尼（Chris Sweeney）執導，三人均會兼任執行製作人，其餘執行製作人還包括克里斯多福·阿爾德（Christopher Aird）和托米·布爾芬（Tommy Bulfin）。同年12月，該劇獲得澳大利亞政府給予三百六十萬美元資助。2021年1月，傑米·道南宣佈擔任主演和執行製作人，德國電視二台和HBO Max宣佈會共同開發該劇，而HBO Max亦將持有該劇於美國的發行權。同年12月，該劇釋出前導預告和片花。2022年3月，該劇獲續訂第二季。
該劇的主創人哈利和傑克·威廉姆斯指二人創作過不少同類型劇集，因此希望作出具挑戰性的新嘗試，在嚴肅的懸疑驚慄風格中加入黑色幽默，令故事變得更荒誕和有趣。他們在初步構想時創作了一段非常滿意的開場戲，並環繞著該段戲碼撰寫劇本，加入一些他們以往想過的點子和希望探討的主題，不過他們指創作團隊其實最後刪除了該段戲碼。威廉姆斯兄弟亦形容該劇為「存在主義驚慄劇」，男子一角因不知道自己是誰而努力追尋身份的經歷是象徵一般人對身份認同的困惑和迷失，而該劇從多個角度去探討此問題，例如逃避現實等人生選擇是否可取的面對方法。傑克指創作團隊希望該劇能引起觀眾的共鳴，在觀看時回想起人生總經歷過的焦慮和痛苦，並對人生作出反思，甚至希望每位觀眾都能有著不同的見解，會互相辯論。主演傑米·道南則認為男子一角是處於一種混亂的精神狀態，而他的命運一直是受到外部因素所影響，令他與他自己期望變成的形象相差甚遠。該劇在開拍時僅完成了首四集的劇本，最後兩集則是由威廉姆斯兄弟和道南臨場創作。

### 選角
2021年1月，傑米·道南、丹妮爾·麥當勞、沙洛姆·布律納·富蘭克林和雨果·威明宣佈擔任主演，其中導演斯威尼指創作團隊希望找一個帶有神秘感和令觀眾無法看穿的男演員出演主角，因此在進行多場試鏡後最終決定選擇最有上述氣質的道南。同年3月，歐拉法·達利·歐拉夫森和艾歷斯·狄米崔迪斯加入演員陣容。同月，雨果·威明在該劇開拍前兩個星期退出劇組，並由達蒙·海瑞曼取代其出演。哈利·威廉姆斯指威明退出純粹是因為檔期衝突，而由於當時COVID-19疫情而令澳大利亞限制入境，加上不少演員正在拍攝於當地取景的《雷神索爾：愛與雷霆》，能臨時參演的演員不多。劇組最終在海瑞曼出發往洛杉磯前透過視像會議邀請他參演，並為了遷就他的檔期而將拍攝延後了兩星期。
2023年2月，道南和麥當勞確認回歸參演第二季。同年4月，達爾梅德·默塔、康納·麥克納爾、歐文·弗勒、法蘭西斯·馬吉、馬克·麥肯納和內薩·馬修（Nessa Matthews）宣佈參演第二季。

### 拍攝
主體拍攝於2021年3月在南澳州展開，主要在阿得雷德進行拍攝，包括在劇中的回憶片段出現的峇里島庫塔海灘實際上是在當地的北港海灘（North Haven Beach）取景。劇組隨後移師到奧古斯塔港、闊恩和彼得伯勒拍攝，亦曾短暫到弗林德斯山脈取景，最終在同年7月殺青。
第二季拍攝於2023年4月在愛爾蘭都柏林展開。

## 發行
該劇於2022年1月1日在英國廣播公司第一台首播，隨後在英國廣播公司旗下的串流平台BBC iPlayer上架。該劇在上架兩週後便獲得超過一千八百萬次觀看次數，成為該平台創立以來第三高收視的劇集。2022年3月，該劇成為iPlayer上累計最多觀看次數的劇集。此外，該劇於2023年1月2日在澳大利亞的Stan播映，又於同年8月12日在德國電視二台播映。該劇在美國的發行權由HBO Max持有，而其餘地區的海外發行權則由All3Media持有和管理。

## 評價
《致命旅途》的整體評價不俗，主要讚揚傑米·道南的演出表現。該劇在爛蕃茄根據33條評論，持有97%的新鮮度，平均得分為7.6／10。該網站的普遍評價為「傑米·道南在《致命旅途》中猶如一位富有說服力的導遊，這部撲朔迷離的劇集透過震撼的轉折和令人滿意的揭盅結果來讓該劇變得更懸疑」。Metacritic則根據11則評論，給予81／100的分數，評價屬「總體好評」。
《衞報》的露西·曼根給予該劇4星評分（滿分5星），並讚揚該劇的劇本，將之形容為「有趣、別具特色，而且明顯還有很多謎團等著揭曉」；《獨立報》的艾德·卡明（Ed Cumming）則給予該劇5星（滿分5星），讚揚道南是一位比想象中更為有趣和令人出乎意料的演員，更稱該劇為道南演藝生涯上最出色的作品。《好萊塢報導》的丹尼爾·芬伯格（Daniel Fienberg）認為該劇的氣氛營造到位而穩定，在現今大部份俗氣和自以為是的電視劇本中脫穎而出；《紐約時報》的德西雷·伊貝克威（Desiree Ibekwe）亦讚揚該劇充滿驚喜和不落俗套的笑點。不過《獨立一線》的丹尼爾·格林（Daniel Greene）批評該劇的題材俗套，而且編劇花上太多篇幅解釋所有謎底，拖垮了整體的敍事節奏。
此外，該劇是2022年英國全年累計最高觀看次數的劇集。

### 獎項與提名
| 年份 | 獎項                           | 類別                       | 提名者                                                                  | 結果 | 參     |
| ---- | ------------------------------ | -------------------------- | ----------------------------------------------------------------------- | ---- | ------ |
| 2022 | 電視週洛吉獎                   | 最佳男主角                 | 傑米·道南                                                               | 提名 | [ 45 ] |
| 2022 | 電視週洛吉獎                   | 最佳男配角                 | 達蒙·海瑞曼                                                             | 提名 | [ 45 ] |
| 2022 | 電視週洛吉獎                   | 最佳迷你影集／電視電影     | 不適用                                                                  | 提名 | [ 45 ] |
| 2022 | 金仙女獎                       | 最佳電視劇集               | 不適用                                                                  | 獲獎 | [ 46 ] |
| 2022 | 金仙女獎                       | 最佳創作                   | 不適用                                                                  | 獲獎 | [ 46 ] |
| 2022 | 金仙女獎                       | BetaSeries公開獎           | 不適用                                                                  | 獲獎 | [ 46 ] |
| 2022 | 愛丁堡國際電視獎               | 演出突破獎                 | 丹妮爾·麥當勞                                                           | 獲獎 | [ 47 ] |
| 2022 | 電視時代獎                     | 最喜愛電視劇演出           | 傑米·道南                                                               | 提名 | [ 48 ] |
| 2022 | 澳大利亞影視藝術學院技術工藝獎 | 最佳攝影                   | 本·惠勒（Ben Wheeler）（提名分集：〈第一集〉）                                     | 提名 | [ 49 ] |
| 2022 | 澳大利亞影視藝術學院技術工藝獎 | 最佳攝影                   | 杰弗里·霍爾（Geoffrey Hall）（提名分集：〈第六集〉）                                 | 提名 | [ 49 ] |
| 2022 | 澳大利亞影視藝術學院技術工藝獎 | 最佳電視場景設計           | 斯科特·伯德（Scott Bird）（提名分集：〈第一集〉）                                 | 獲獎 | [ 49 ] |
| 2022 | 澳大利亞影視藝術學院獎         | 最佳劇情類劇集             | 不適用                                                                  | 提名 | [ 50 ] |
| 2022 | 澳大利亞影視藝術學院獎         | 劇情類劇集最佳男主角       | 傑米·道南                                                               | 提名 | [ 50 ] |
| 2022 | 皇家電視協會獎                 | 最佳聲效—劇情類劇集        | 保羅·科特雷爾（Paul Cotterel）、保羅·卡特（Paul Carter）、德爾·肯尼利（Del Kenneally）                       | 提名 | [ 51 ] |
| 2022 | 皇家電視協會獎                 | 最佳圖像增強               | 丹·科爾斯（Dan Coles）                                                           | 提名 | [ 51 ] |
| 2022 | 皇家電視協會獎                 | 最佳攝影—劇情及喜劇類劇集  | 本·惠勒                                                                 | 提名 | [ 51 ] |
| 2022 | 威尼斯電視獎                   | 最佳劇集                   | 不適用                                                                  | 提名 | [ 52 ] |
| 2022 | 外景製片人工會獎               | 有限單元劇集最佳外景設計   | 莎拉·艾比（Sarah Abbey）、馬克·埃文斯（Mark Evans）、瑪麗亞·漢弗萊斯（Maria Humphreys）、 斯科特·麥卡滕（Scott McCarten） | 提名 | [ 53 ] |
| 2022 | 英國攝影家協會獎               | 最佳電視劇集攝影           | 本·惠勒                                                                 | 獲獎 | [ 54 ] |
| 2022 | 英國電視學院獎                 | 最佳攝影和燈光：虛構劇情類 | 本·惠勒                                                                 | 提名 | [ 55 ] |

## 外部連結
- 官方網站
- 互联网电影数据库（IMDb）上《致命旅途》的资料（英文）
- 豆瓣电影上《致命旅途》的資料 （简体中文）